# VM Motori
VM Motori es una empresa italiana situada en Cento, Provincia de Ferrara especializada en la fabricación de motores diésel de diseño propio. Fundada en 1947. 
Actualmente, es propiedad de Fiat Industrial.
Esta última está integrada también, en la compañía Iveco Group N.V..
El propietario de esta última (y quienes la integran) es la actual EXOR, S.p.A., (ex Fiat Auto). 
Todas ellas pertenecen en (2023), a la 'Familia Agnelli' -"(La Fiat)-", desde su fundación, en 1899).
(No mezclar éstas con el conglomerado Neerlandés de automóviles Stellantis conformado por las marcas de automóviles de los grupos FCA y PSA en 2021); aunque la 'Familia Agnelli', preserve también el 50% en su propiedad del grupo automovilístico.

## Historia
En 1947 los empresarios Vancini y Martelli fundan la empresa, usando las iniciales de sus apellidos para darle nombre ("VM").
En 1971 VM Motori se fusiona con Stabilimenti Meccanici Triestini. Finmeccanica toma una participación mayoritaria en la nueva compañía.
En 1989 Finmeccanica es reestructurada y vende su participación en VM Motori a los directores de la empresa y a Montague Midland en una compra apalancada, dejando a la empresa con su única planta de Cento.
En 1995 Detroit Diesel Corporation compra VM Motori.
En 2000 Detroit Diesel Corporation es adquirida por DaimlerChrysler, transfiriéndose la propiedad de VM Motori a esta.
En 2003 Penske Corporation compra una participación del 51% en VM Motori a DaimlerChrysler.
En 2007 ampliará su participación al hacerse con el 49% restante, pero para posteriormente vender el 50% a General Motors.
En 2011 Penske vende su restante 50% en VM Motori a Fiat Powertrain Technologies, filial de Fiat S.p.A. encargada del diseño y fabricación de motores.
En 2013, Fiat Powertrain Technologies.; filial de Fiat Group Automobiles, compra el 50% de la participación que estaba en posesión de General Motors (GM), haciéndose con el control total de la misma al 100%.

## Productos
En 1947, VM Motori produjo el primer motor diésel italiano con inyección directa refrigerado por aire.
En 1964 la compañía introdujo nuevas familias de motores diésel refrigerados por aire para barcos de pesca y maquinaria industrial.
En 1974 introdujo una nueva serie de motores diésel turboalimentados de altas revoluciones (4200 rpm) con precámara de combustión y refrigerados por agua.
En 1979 expande sus actividades al mercado automovilístico con la producción de motores para el Alfa Romeo Alfetta producido en la planta de Alfa Romeo Arese.
Durante la década de 1980, British Leyland eligió motores para los modelos diésel de los Range Rover y Rover SD1, como haría posteriormente para el Rover 800. Mientras tanto, en Argentina llega a un acuerdo con Zanello para que esta última fabrique bajo licencia los VM Motori refrigerados a aire (aspirados y turbocompimidos) para ser montados en los tractores Turbo 100, Turbo 110, V-417, V-206 y V-210 entre otros tantos modelos.
En 1990 se da a conocer el motor "Turbotronic" de gestión electrónica y dotado de intercooler. Se suministra a Alfa Romeo, Chrysler, Ford y General Motors.
En 1995 las ventas para el sector de la automoción representaban el 75% de los ingresos. Se firma un importante acuerdo con el grupo Chrysler para el suministro de motores diésel de 2.5 litros para los Jeep Cherokee y Chrysler Voyager. Este mismo motor también fue montado en el Opel Frontera.
El motor de 2,8 litros turbodiésel common-rail de VM Motori fue elegido para el Jeep Liberty. Desde 2008 el Chrysler Grand Voyager también se equipa con el motor de 2.8 litros (R428 DOCH).
Daewoo tiene la licencia de los diseños para la fabricación de los motores diésel common-rail de 1.5 litros y 2.0 litros de VM Motori. Para su fabricación construyó una planta dedicada que inició su producción en 2006. El diésel 2.0 litros se utiliza en el Chevrolet Captiva/Opel Antara/Daewoo Winstrom, el Chevrolet Optra/Daewoo Lacetti, el Chevrolet Cruze y el Chevrolet Epica/Daewoo Tosca.
El último modelo equipado con motor diésel VM Motori de 2.5 litros es el LTI (London Taxi International). El TX4 es el primer taxi de la gama TX en incluir un motor de VM Motori.
La compañía continua además vendiendo sus motores para sectores diferentes a los automovilísticos, como los de la marina o la defensa. MTU Friedrichshafen, fabricante alemán de motores diésel, tiene los derechos exclusivos de venta de este tipo de motores de VM Motori fuera de Italia.